# DIANCA

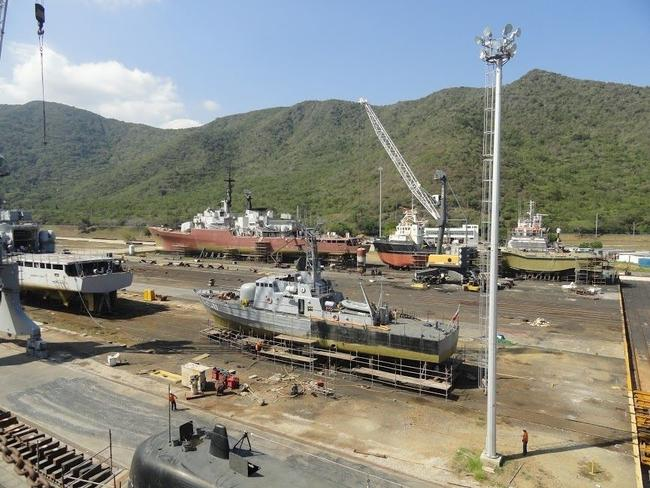
Syncrolift, l'une des installations de Dianca.

DIANCA (en espagnol : Diques y Astilleros Nacionales Compañía Anónima) est le chantier naval d’État de la république bolivarienne du Venezuela. Il a été créé en 1905 dans la ville de Puerto Cabello, État de Carabobo.
DIANCA a été créé par décret présidentiel sous la tutelle du ministère de la Défense vénézuélien, alors appelé le ministère de la Guerre et de la Marine. Il assure la maintenance majeure de la plupart des navires de la Marine vénézuélienne, mais aussi ceux des entreprises privées et ceux d’autres sociétés d’État, comme Petróleos de Venezuela. Il a également construit des navires, principalement sous forme de kit à partir des chantiers navals du groupe Damen. Il travaille actuellement avec Navantia pour construire certains des nouveaux patrouilleurs de 2000 tonnes.